# حركة الاعتدال
حركة الاعتدال (بالإنجليزية: Temperance Movement)‏ هي حركة اجتماعية ضد استهلاك المشروبات الكحولية. وعادةً ما ينتقد المشاركون في مثل هذه الحركات فكرة التسمم الكحولي أو يشجعون الامتناع التام عن تناول الكحول (الامتناع عن المُسكّرات)، ويؤكد قادة الحركة على التأثيرات السلبية على صحة الناس وشخصياتهم وحياتهم الأسرية، الناتجة عن تناول الكحول. تشجع الحركة أيضًا على التثقيف في مجال الكحول وتطالب أيضًا بسن قوانين جديدة ضد بيع الكحول، إما من خلال قوانين توفر الكحول أو منعها منعًا تامًا. خلال القرن التاسع عشر وأوائل القرن العشرين، أصبحت حركة الاعتدال بارزة في العديد من البلدان، وخاصة البلدان الناطقة باللغة الإنجليزية فضلًا عن الدول الإسكندنافية، وقد أدَّت في نهاية المطاف إلى فرض حظر وطني في كندا (من عام 1918 حتى عام 1920)، وفي النرويج (من عام 1919 حتى عام 1926)، وفي الولايات المتحدة (من عام 1920 حتى عام 1933)، فضلًا عن حظر الكحول في بعض المقاطعات في الهند (من عام 1948 حتى الوقت الحاضر). ثمَّة عدد من المنظمات المعتدلة التي تعزز فكرة الاعتدال والامتناع عن تناول الكحول باعتبارها فضيلة.

## السياق
في أواخر القرن السابع عشر في أمريكا الشمالية، اعتُبرت الكحول جزءًا حيويًا من الحياة الاستعمارية بوصفه مشروب ودواء وسلعة للرجال والنساء والأطفال. كان تناول الكحول مقبولًا على نطاق واسع وتم دمجه بالكامل في حياة أفراد المجتمع؛ غير أن معظم مؤيدي حركة الاعتدال كانوا مدمني كحول وفقًا لدراسة أجراها أحد أعضاء الحركة الداخليين. بدأت المواقف تجاه تناول الكحول تتغير في أواخر القرن الثامن عشر. تمثَّل أحد أسباب ذلك في الحاجة إلى عمال متوازنين وأصحاء لتشغيل الآلات الثقيلة التي تم تطويرها في أثناء الثورة الصناعية. اقترح أنتوني بينزيت مشروع قانون الامتناع عن تناول الكحول عام 1775.:4:36–37 وفي وقت مبكر من القرن 1790، بحث الطبيب بنجامين راش في الأخطار المتعلقة بشرب الكحول والتي من الممكن أن تؤدي إلى الإصابة بمرض يؤدي نهايةً إلى عدم السيطرة على النفس، وذكر راش أيضًا أن الامتناع هو خيار العلاج الوحيد.:109
صرَّح الطبيب راش عن الفوائد الناتجة عن المشروبات الكحولية، لكنه في نفس الوقت أدان استخدام المشروبات الروحية المقطرة.:37 فضلًا عن الإصابة بالإدمان، إذ لاحظ راش العلاقة المتبادلة بين السَّكَر والمرض والموت والانتحار والجريمة. يفيد «بومبيلي وموريزيو وآخرون»[بحاجة لمصدر] بأن هناك أدلة متزايدة تُشير إلى أن نمط الشرب، بصرف النظر عن كمية الكحول المستهلكة، له صلة وثيقة بالنواحي الصحية. بشكل عام، ثمَّة علاقة سببية بين استهلاك الكحول وأكثر من 60 نوع من الأمراض والإصابات. تشير التقديرات إلى أن تناول الكحول يسبب حوالي 20-30% من حالات السرطان مثل سرطان المريء والكبد ومرض تشمع الكبد وجرائم القتل وداء الصرع وحوادث السيارات. بعد الثورة الأمريكية، دعا راش رؤساء من مختلف الكنائس إلى العمل على نشر الوعي حول أفكار الاعتدال.:23 لكن أفكار الامتناع كانت موضع تجاهل إلى حد كبير من قِبَل الأمريكيين حتى ثمانينيات القرن التاسع عشر.:37

## المعتقدات والمبادئ والثقافة
رأى أنصار حركة الاعتدال أن مشكلة الكحول تُعتبر المشكلة الأكثر أهمية في الحضارة الغربية.:21 كان من الملاحظ أن إدمان الكحول يتسبب في فقر ثانوي بالإضافة إلى إثارة كافة أنواع المشاكل الاجتماعية: ذلك أن الكحول هو عدو لكل شيء جيد يقدمه العلم والتطور للمجتمع. وعلى الرغم من أن حركة الاعتدال غير طائفية من حيث المبدأ، إلا أنها تتألف في معظمها من أتباع الكنيسة. يميل دعاة الاعتدال إلى استخدام الحجج العلمية لدعم آرائهم على الرغم من أن الفلسفة الاعتدالية في جوهرها تُعتبر ذات طبيعة أخلاقية دينية.:38 ارتبطت مشكلة الكحول بإحساس الهدف والحداثة للأمة الغربية، إذ كانت ذات طابع دولي إلى حد كبير تماشيًا مع التفاؤل الدولي السائد في الفترة التي سبقت الحرب العالمية الأولى.:41
يساعد التحليل التاريخي لوثائق المؤتمرات على تكوين صورة لما تمثله حركة الاعتدال. تعتقد الحركة أن اضطراب تعاطي الكحول يشكل تهديدًا قويًا للتقدم العلمي إذ يجب على المواطنين أن يكونوا أقوياء ورصينين ليكونوا على أتم الاستعداد لمواكبة العصر الحديث. اعتُبرت المواضيع والأسباب التقدمية مثل الامتناع وتقرير المصير الطبيعي وحقوق العمال وأهمية المرأة في تربية الأطفال ليكونوا مواطنين صالحين من القضايا الرئيسية في أيديولوجية هذه المواطنة.:25–26 وضعت الحركة نفسها في خدمة الدولة، لكنها لطالما كانت تنتقدها أيضًا. وبهذا الصدد، اعتُبرت حركة متطرفة ذات جوانب ليبرالية واشتراكية على الرغم من أنها في بعض أجزاء العالم، وخاصة الولايات المتحدة، اشتُهرت بتحالفها مع النزعة المحافظة.:40–41 كثيرًا ما ارتبطت المشروبات الكحولية بالممارسات القمعية: ليس فقط في الغرب بل أيضًا داخل المستعمرات.:35 كان أنصار الاعتدال ينظرون إلى المشروبات الكحولية باعتبارها سلعة « القليل  تُمكّن قلة من الناس من أن يصبحوا أغنياء بينما يفقر الكثيرون». يعمل أنصار حركة الاعتدال بشكل وثيق مع الحركة العمالية إلى جانب حركة الاقتراع النسائية، ويرجع ذلك بشكل جزئي إلى وجود دعم وفائدة متبادلين إذ تعتبر الأسباب مرتبطة ببعضها البعض.:41

### المنع والعلاج والحظر
استخدم أنصار الاعتدال مجموعة متنوعة من الوسائل التي تهدف إلى منع وعلاج اضطراب تعاطي الكحول إلى جانب تقييد استهلاكه.:24 في نهاية القرن التاسع عشر، أصبح العلاج الطبي لاضطراب تعاطي الكحول أكثر شيوعًا.:26 في اتجاه سبقته كتابات راش، أصبح يُنظر إلى إدمان الكحول باعتباره مرضًا يمكن علاجه طبيًا. حاول العلماء الذين كانوا من أنصار حركة الاعتدال العثور على الأسباب الكامنة وراء اضطراب تعاطي الكحول. وفي الوقت نفسه، تصاعدت الانتقادات نحو استخدام الكحول في إطار الرعاية الطبية.:39–40 لم يتم قبول فكرة اضطراب تعاطي الكحول كمرض على نطاق واسع إلا في وقت لاحق، أي في الفترة التي تلت الحرب العالمية الثانية.:38–39
ومع ذلك، تم التأكيد على تقييد الاستهلاك بشكل أكبر في الحركة على الرغم من أن الأفكار حول كيفية تحقيق ذلك كانت متنوعة ومتضربة.:26 بصرف النظر عن المنع الذي فرضه القانون، كانت هناك أيضًا أفكار لإنشاء احتكار الدولة لجميع مبيعات الكحول:27 أو من خلال إصلاح القانون لإزالة الربح من صناعة الكحول.:28
خلال عقد 1900، تم تطوير صورة المواطن المثالي بحسب أيديولوجية النظافة الصحية.:30 من خلال تأثير النظريات العلمية على التوريث، أصبح أنصار حركة الاعتدال يعتقدون أن مشاكل الكحول لم تكن مجرد مصدر قلق شخصي، بل من شأنها أن تدفع الأجيال اللاحقة إلى «الانحطاط» أيضًا.:32 ومن هذا المنطلق، تم التشجيع على ممارسات النظافة العامة من خلال اتباع نمط صحي بهدف تحسين وضع الأفراد.:30–31 أنشئت مجموعة متنوعة من حركات الاعتدال وقصور القهوة كبديل للحانات. نُشرت أيضًا العديد من الدوريات المخصصة لتطبيق قوانين الاعتدال. أنشأ مسرح الاعتدال في ثمانينيات القرن التاسع عشر، وقد عُدَّ جزءًا مهمًا من المشهد الثقافي الأمريكي في ذلك الوقت. ولَّدت حركة الاعتدال ثقافتها الشعبية الخاصة من خلال نشر بعض الأغاني الشعبية التي تدعم أفكار الاعتدال لبعض المغنيين منهم: سوسان مكفارلاند بارخورست وجورج فريدريك روت وهنري كلاي ورك وستيفن فوستر. أقيمت أيضًا مسارح الدمى ومسيرات وعروض فنية أخرى بهدف مناصرة أفكار الاعتدال.:602